# پروتکل ریو
پروتکل صلح، دوستی و تعیین مرزهای بین پرو و اکوادور یا پروتکل ریو، در تاریخ ۲۹ ژانویه ۱۹۴۲، توسط وزیران امور خارجه پرو و اکوادور و با مشارکت ایالات متحده آمریکا، برزیل، شیلی و آرژانتین، به عنوان ضامن امضا شد. هدف از امضای این معاهده حل اختلافات بین دو کشور و به پایان رساندن جنگ اکوادور و پرو بود.